# Mark P. McCahill
Mark P. McCahill, född 7 februari 1956, är en amerikansk programmerare som har varit involverad i att utveckla och popularisera ett antal Internettekniker sedan slutet av 1980-talet. Han ledde utvecklingen av Gopherprotokollet, föregångaren till World Wide Web. Han var också den första att använda frasen "surfa på Internet." Han arbetar 2012 på kontoret för informationsteknologi vid Duke University som arkitekt av 3D-lärande och collaborative software.